# Kanelovskaya
Kanélovskaya (en ruso: Канеловская) es una stanitsa del raión de Staromínskaya del krai de Krasnodar, en Rusia. Está situada en la orilla derecha del río Yeya, junto a la frontera septentrional del krai, más allá de cual se halla el óblast de Rostov, 11 km al este de Staromínskaya y 169 km al norte de Krasnodar, la capital del krai. Tenía 4 305 habitantes en 2010
Es cabeza del municipio Kanélovskoye, al que también pertenecen Yeiski, Pervomáiskoye y Orlovo-Kubanski.

## Historia
La localidad fue fundada en 1794 como uno de los primeros cuarenta asentamientos (kurén, kurin) de los cosacos del Mar Negro en el Kubán. Su nombre deriva del de uno de los regimientos del Sich de Zaporozhia. Formó parte hasta 1920 del otdel de Yeisk del óblast de Kubán.
En Kanélovskaya vivió y trabajó la tractorista Heroína del Trabajo Socialista (en el movimiento estajanovista) Praskovia Kovardak. En 1956, se forma el koljós Kalínina, más tarde OAO Kanélovskoye. El 31 de mayo de 1972, se funda el pueblo de Orlovo-Kubanski.

## Economía y transporte
El principal sector económico de la localidad es el agrícola.
La stanitsa cuenta con una estación de ferrocarril (Kanélovski) en la línea Krasnodar-Bataisk.